# Ван дер Кифт, Арьен
Арьен ван дер Кифт (нидерл. Arjen van der Kieft, 17 мая 1985) — конькобежец из Нидерландов. Специализируется на длинных дистанциях. Серебряный призёр чемпионата мира среди юниоров, двукратный чемпион Универсиады.

## Биография
В 2003 году на чемпионате мира среди юниоров занял второе место в командной гонке.
С 2005 года участвует в чемпионатах Нидерландов, с 2007 года — в Кубке мира.
На зимней Универсиаде 2009 года в Харбине выиграл на дистанциях 5000 и 10000 метров.
30 декабря 2009 года занял третье место на 10000 метрах на предолимпийской квалификации в Нидерландах (проиграл Бобу де Йонгу и Свену Крамеру) и отобрался на Олимпиаду 2010 года в Ванкувере, где на этой дистанции занял девятое место.
Триумфом в карьере голландца мог стать чемпионат мира по отдельным дистанциям 2011 года в Инцелле. На дистанции 10000 метров Арьен пробежал дистанцию за 12.59,61 уступив только Бобу де Йонгу. Однако судьи приняли решение о его дисквалификации, поскольку он нарушил регламент соревнований забыв надеть на ногу транспондер (электронное приёмопередающее устройство, фиксирующие прохождение дистанции). Дисквалификация ван дер Кифта позволила Ивану Скобреву подняться с 4-го место на 3-е.
В сезоне 2011/2012 принял решение тренироваться под руководством Вадима Саютина с казахстанской сборной в команде с Дмитрием Бабенко.